# مینولتا اس‌آر-تی ۱۰۱
مینولتا اس‌آر-تی ۱۰۱ (به انگلیسی: Minolta SR-T 101) یک دوربین عکاسی ساخت شرکت مینولتا است.